# 見里朝希
見里朝希（日语：／ Misato Tomoki，1992年—）是日本影片創作者、動畫導演。出生於東京都。男性。主要以定格動畫的方式創作影像。姐姐是演員見里瑞穗。

## 來歷
1992年出生於東京都。2016年，從武藏野美術大學造形學部視覺傳達設計學系畢業後，進入東京藝術大學大學院映像研究科專攻動畫。研究所時代的指導教授是製作《ニャッキ!》的伊藤有壱。
2018年，作為研究所畢業成果並由他製作，從格林童話《狼和七隻小山羊》中獲得靈感的戲偶動畫作品《我的小羊》在「2019年日本亞洲短片電影節」日本部門獲得優秀獎，在「巴黎國際奇幻影展」獲得大獎，讓他也因為獲得多份殊榮而受到注目。2020年入選以年輕創作者為頒獎對象的國際獎「Young Guns」。
2021年推出由他首次擔任導演的電視動畫系列處女作《PUI PUI 天竺鼠車車》並且在東京電視台的兒童節目《きんだーてれび》播放。

## 作品
- 戀愛是電梯（恋はエレベーター）
- 只能注視我（あたしだけをみて）
- Candy.Zip
- 我的小羊（マイリトルゴート）（2018年）
- 毛球剛次郎（2019年－2020年） - 片尾動畫[8]
- PUI PUI 天竺鼠車車（2021年） - 原案、導演、編劇
- Candy Caries（2021年）[9]
- PUI PUI 天竺鼠車車 駕訓班篇（2022年） - 原案
- PUI PUI 天竺鼠車車 電影版 MOLMAX（2024年） - 原案、總監修、DJ天竺鼠車車司機 配音[10]
- My Melody & Kuromi（英语：My Melody & Kuromi）（2025年） - 導演

## 備註
1. 1 2  見里瑞穗 [@mizuho_misato].  (推文). 2020-12-13  [2021-01-21] –Twitter.
2. ↑  見里朝希 [@Mitotoki].  (推文). 2017-11-28  [2021-01-21] –Twitter.
3. ↑  .   [2021-01-28]. （原始内容存档于2021-02-23）.
4. ↑  .   [2021-01-28]. （原始内容存档于2021-01-13）.
5. ↑  . IGN Japan. 2018-03-13  [2021-01-23]. （原始内容存档于2021-02-04） （日语）.
6. 1 2  .   [2021年1月28日]. （原始内容存档于2021年2月7日）.
7. ↑  .   [2021-01-28]. （原始内容存档于2021-05-13）.
8. ↑  小新井涼. . Yahoo!ニュース 個人. 2021-01-12  [2021-01-12]. （原始内容存档于2021-04-15）.
9. ↑  . ねとらぼ. 2021-03-24  [2021-03-24]. （原始内容存档于2021-03-27）.
10. ↑  . Comic Natalie. 2024-12-17  [2024-12-17] （日语）.

## 外部連結
- 見里朝希 / Tomoki Misato的X（前Twitter）
- Tomoki Misato的Instagram帳戶
- Vimeo上的Tomoki Misato
- YouTube上的Tomoki Misato頻道